# Ermita de Santa Bárbara (Zarauz)

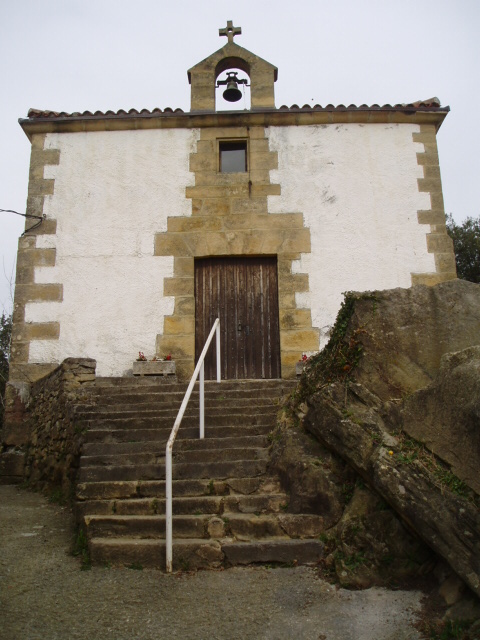
Fachada principal

La ermita de Santa Bárbara es un templo católico situado en el término municipal de Zarauz (Guipúzcoa), en el alto del monte Meagas, cerca de Guetaria. Preside la imagen de Santa Bárbara.

## Descripción
El edificio se encuentra en la localidad española de Urteta, en la provincia de Guipúzcoa.
La construcción del nuevo templo no contaba con fondos suficientes, fue el 20 de junio de 1704 cuando el obispo de Pamplona ordenó la edificación mediante pequeños donativos de la gente de la zona. Con el dinero y los donativos en especies acumulados y la ayuda de los vecinos, que gratuitamente se encargaron del abastecimiento y transporte de materiales, se reanudaron las obras. Después de cinco años de trabajo se bendijo en 1709 aunque se siguen haciendo mejoras hasta 1736. Las obras se financiaban con donativos en dinero o especie para el mantenimiento de la ermita. Entre 1705 y 1774 los pescadores daban sus donativos en forma de partes de ballenas, a cambio se les obsequiaba con txakolí (vino blanco de la zona). En 1850 se efectuaron importantes arreglos y en 1995 fue restaurada en su totalidad.
Orientada hacia el noreste, tiene cubierta a cuatro aguas, planta rectangular y ábside trapezoidal. Está bien adaptada al relieve del terreno con una escalera por la que se accede a la fachada. En el interior se puede apreciar la bóveda de madera en arco escarzano. Sobre la cabecera poligonal y tras el altar, hay un pequeño retablo de corte clásico que encierra la imagen de la Santa con atributos iconográficos. El resto del espacio se compone del coro y pequeños vanos de iluminación. Antiguamente los agricultores encendían velas como súplica contra las malas tormentas que perjudicaban las cosechas. Actualmente la única misa se celebra el día 4 de diciembre.
Aparece descrita en el decimosexto y último volumen del Diccionario geográfico-estadístico-histórico de España y sus posesiones de Ultramar de Pascual Madoz, en la entrada correspondiente a Zarauz, con las siguientes palabras:

Santa Bárbara. Dista 1/4 de leg. del pueblo á la parte O. Se celebra su festividad con misa cantada y panegírico el dia 4 de diciembre, á la que asiste un gentío inmenso de los caseríos y pueblos inmediatos, y por la tarde, aunque no es dia festivo, parece serlo por la mucha concurrencia de gentes forasteras. Su fundacion se debe á la devocion de los fieles á la Santa, porque se sabe que fue edificada con limosnas de personas devotas hácia el año de 1707. La vista de esta ermita en la cima del monte de su nombre desde la playa ó desde la vega de Zarauz, es sorprendente y pintoresca. Tambien desde la ermita aparece un panorama magnífico: descúbrense encumbrados montes de Guipúzcoa y Vizcaya; domínase el mar en una grande estension y se ve en la costa de Francia, á la simple vista la farola de Biarritz y con anteojo las gentes que pasean aquella playa.
(Madoz, 1850, p. 656)

Forma parte del Camino de Santiago de la Costa.